# Menší Vltavice
Menší Vltavice (něm. Kleine Moldau, často též byla nazývána Hamerský potok) je říčka v okrese Český Krumlov v Jihočeském kraji v České republice. Je dlouhá asi 6 km.

## Průběh toku
Pramení v rakouské části Šumavy poblíž Dürnau na severozápadním svahu Sternsteinu. Pod soutokem s Mezním potokem tvoří 80 m dlouhý úsek koryta státní hranici. Po soutoku s Mnichovickým potokem řečiště prudce klesá kaňonovitým údolím směrem k Vyššímu Brodu, na trase se nacházejí vodopády svatého Wolfganga. V okolí vodopádů a přilehlých částí toku se nachází relativně málo udržovaný les a ostrovy přirozených porostů, včetně horských olšin. Ve Vyšším Brodě se vlévá zprava do Vltavy.

### Přítoky
Významnější přítoky jsou Mezní potok (Grenzbach, pramení v Rakousku, soutok je v oblasti českorakouské hranice) a Mnichovický potok (pramení poblíž Rašeliniště Kapličky). Oba zmíněné přítoky jsou levostranné.

## Využití
Dál pod vodopády je odebírána pitná voda pro Vyšší Brod a okolí, v provozu je stále ještě i Opatský kanál, který odváděl vodu z Menší Vltavice do kláštera (v provozu nejpozději od roku 1380). Od roku 1998 zde též stojí malá vodní elektrárna s turbínou o výkonu 22 kW, ještě níže se nachází další vodní elektrárna se dvěma turbínami po 25 kW. V současné době panuje snaha minimalizovat potřebu odběrů pitné vody z Menší Vltavice (a nakonec jej zcela ukončit), neboť kvalita vody je nestálá a závisí na aktuálním počasí. Podstatnou část dolního toku (od okraje Vyššího Brodu až k Opatské cestě) sleduje žlutá turistická značka.

### Mlýny
- Klášterní mlýn – Vyšší Brod, kulturní památka